# العلاقات الأرجنتينية البلغارية
العلاقات الأرجنتينية البلغارية هي العلاقات الثنائية التي تجمع بين الأرجنتين وبلغاريا.

## مقارنة بين البلدين
هذه مقارنة عامة ومرجعية للدولتين:
| وجه المقارنة                                              | الأرجنتين                                               | بلغاريا                                                                             |
| --------------------------------------------------------- | ------------------------------------------------------- | ----------------------------------------------------------------------------------- |
| المساحة (كم2)                                             | 2.78 مليون                                              | 110.99 ألف                                                                          |
| عدد السكان (نسمة)                                         | 44.27 مليون                                             | 7.08 مليون                                                                          |
| الكثافة السكانية (ن./كم²)                                 | 15.92                                                   | 63.79                                                                               |
| العاصمة                                                   | بوينس آيرس                                              | صوفيا                                                                               |
| اللغة الرسمية                                             | اللغة الإسبانية                                         | اللغة البلغارية                                                                     |
| العملة                                                    | البيزو الأرجنتيني 1983 ‏، بيزو أرجنتيني، أسترال أرجنتيني | ليف بلغاري                                                                          |
| الناتج المحلي الإجمالي (بليون دولار)                      | 637.59 مليار                                            | 56.83 مليار                                                                         |
| الناتج المحلي الإجمالي (تعادل القوة الشرائية) بليون دولار | 883.02 مليار                                            | 130.99 مليار                                                                        |
| الناتج المحلي الإجمالي الاسمي للفرد دولار أمريكي          | 13.43 ألف                                               | 8.03 ألف                                                                            |
| الناتج المحلي الإجمالي للفرد دولار أمريكي                 |                                                         | 17.21 ألف                                                                           |
| مؤشر التنمية البشرية                                      | 0.827                                                   | 0.782                                                                               |
| رمز المكالمات الدولي                                      | +54                                                     | +359                                                                                |
| رمز الإنترنت                                              | .ar                                                     | .bg، .бг ‏                                                                           |
| المنطقة الزمنية                                           | 00                                                      | ت ع م+02:00، ت ع م+03:00، أوروبا/صوفيا ‏، توقيت شرق أوروبا، توقيت شرق أوروبا الصيفي ‏ |

## منظمات دولية مشتركة
يشترك البلدان في عضوية مجموعة من المنظمات الدولية، منها:
| علم المنظمة | اسم المنظمة                               | تاريخ انضمام الأرجنتين | تاريخ انضمام بلغاريا |
| ----------- | ----------------------------------------- | ---------------------- | -------------------- |
|             | يونسكو                                    | 15 سبتمبر 1948         | 17 مايو 1956         |
|             | مؤسسة التمويل الدولية                     | 13 أكتوبر 1959         | 22 يوليو 1991        |
|             | منظمة حظر الأسلحة الكيميائية              | ?                      | ?                    |
|             | الأمم المتحدة                             | 24 أكتوبر 1945         | 14 ديسمبر 1955       |
|             | الاتحاد الدولي للاتصالات                  | 1889                   | 18 سبتمبر 1880       |
|             | منظمة الشرطة الجنائية الدولية             | ?                      | ?                    |
|             | البنك الدولي للإنشاء والتعمير             | 20 سبتمبر 1956         | 25 سبتمبر 1990       |
|             | الاتحاد البريدي العالمي                   | ?                      | ?                    |
|             | مجموعة أستراليا                           | 1993                   | 2001                 |
|             | المركز الدولي لتسوية المنازعات الاستشارية | 18 نوفمبر 1994         | 13 مايو 2001         |
|             | وكالة ضمان الاستثمار متعدد الأطراف        | 11 فبراير 1992         | 23 سبتمبر 1992       |
|             | نظام تحكم تكنولوجيا القذائف               | 1993                   | 2004                 |
|             | منظمة التجارة العالمية                    | ?                      | 1 ديسمبر 1996        |
|             | الفريق المعني برصد الأرض                  | ?                      | ?                    |
|             | مجموعة الموردين النوويين                  | ?                      | ?                    |

## وصلات خارجية
- موقع وزارة الخارجية الأرجنتينية
- موقع وزارة الخارجية البلغارية